# Estatua ecuestre de Fernando I de Médici
La estatua ecuestre de Fernando I de Médici se encuentra en la plaza de la Santísima Anunciada en Florencia. La estatua se sitúa de manera escenográfica en el eje con la via dei Servi, de modo que queda visible desde la plaza del Duomo enmarcada por el arco central del pórtico de la basílica de la Santísima Anunciada.

## Historia
Se trata de una de las últimas obras de Juan de Bolonia, encargada después de que el escultor alcanzase una gran popularidad internacional con sus estatuas ecuestres, demandadas a petición de los principales gobernantes europeos e iniciadas a partir de una comisión de Fernando I de Médici de la estatua ecuestre de Cosme I de Médici, en la plaza de la Señoría.
Desde la fase de proyecto el maestro se apoyó en Pietro Tacca, su alumno más aventajado y quien posteriormente sería su sucesor en su taller del Palacio Bellini delle Stelle, en la calle Borgo Pinti. A él se debe la finalización del trabajo tras la muerte del maestro. El modelo a escala real se definió en 1602 y se fundió en bronce en otoño del mismo año, pero la obra no se llevó a término hasta 1607 y se colocó en la plaza en octubre de 1608 con ocasión de la boda del príncipe Cosme II con María Magdalena de Austria. 
La escultura se fundió con el bronce proveniente de los cañones de las galeras turcas, vencidas por los Caballeros de la Orden Militar de San Esteban. Para conmemorar este acontecimiento, en la cincha de la parte inferior del vientre del caballo se grabó la inscripción: 
"De' metalli rapiti al fero Trace" (De metales usurpados al fiero tracio). Una sátira popular transformó esta inscripción en "De' denari rubati in guerra e in pace" (De dinero robado en la guerra y en la paz), como recuerdo de la vergonzosa tributación de los duques.
El monumento fue restaurado en torno a 1995 a partir de un proyecto de Carlo Francini.

## Descripción
La ubicación del monumento tiene una referencia evidente en la devoción del gran duque (y en general, de la familia Médici) a la basílica de la Santísima Anunciada. Independientemente a este valor simbólico, la escultura asume el papel de hito o centro de la plaza en el contexto urbano y es el foco visual del eje entre la plaza del Duomo y la de la Santísima Anunciada. 
El gran duque se presenta a caballo y con coraza. En su pecho se muestra de manera evidente la cruz de San Esteban, orden ecuestre instituida por Cosme I. 
Las cartelas del pedestal (enmarcadas con dos grandes recuadros en granito rojo), obra en su totalidad de Pietro Tacca, se remontan a 1640. En la cartela que mira hacia la basílica se simboliza el original escudo heráldico de Fernando I, formado por un enjambre de abejas con el lema "MAIESTATE TANTUM", que literalmente significa "solamente gracias a su majestad (conseguí gobernar)". La abeja reina está rodeada por círculos concéntricos formados por las otras abejas de la colmena, con lo cual resulta difícil contar su número sin confundirse. La simbología heráldica tiene una alusión muy clara: el gran duque en el centro (la abeja reina) que no infunde ningún temor, rodeado del pacífico pueblo florentino representado por las abejas obreras.

## Galería de imágenes
|               |
| Vista lateral |

|                     |
| Inscripción frontal |

|                       |
| Inscripción posterior |